# In my memory
In my memory is de eerste solo cd van DJ Tiësto. De cd is uitgebracht in 2001. Op de cd zijn Jan Johnston, Nicola Hitchcock en Kirsty Hawkshaw te horen. Junkie XL heeft meegeholpen met het maken van het nummer Obsession. Van het album zijn uiteindelijk Flight 643, Suburban Train en Lethal Industry als single uitgebracht.

## Tracklist
1. "Magik Journey" - 9:59
2. "Close To You" (met Jan Johnston) – 5:02
3. "Dallas 4PM" – 6:45
4. "In My Memory" (met Nicola Hitchcock) – 6:05
5. "Obsession" – 9:09
6. "Battleship Grey" (met Kirsty Hawkshaw) – 5:13
7. "Flight 643" – 9:05
8. "Lethal Industry" – 6:49
9. "Suburban Train" – 10:23